# Rohan Marley

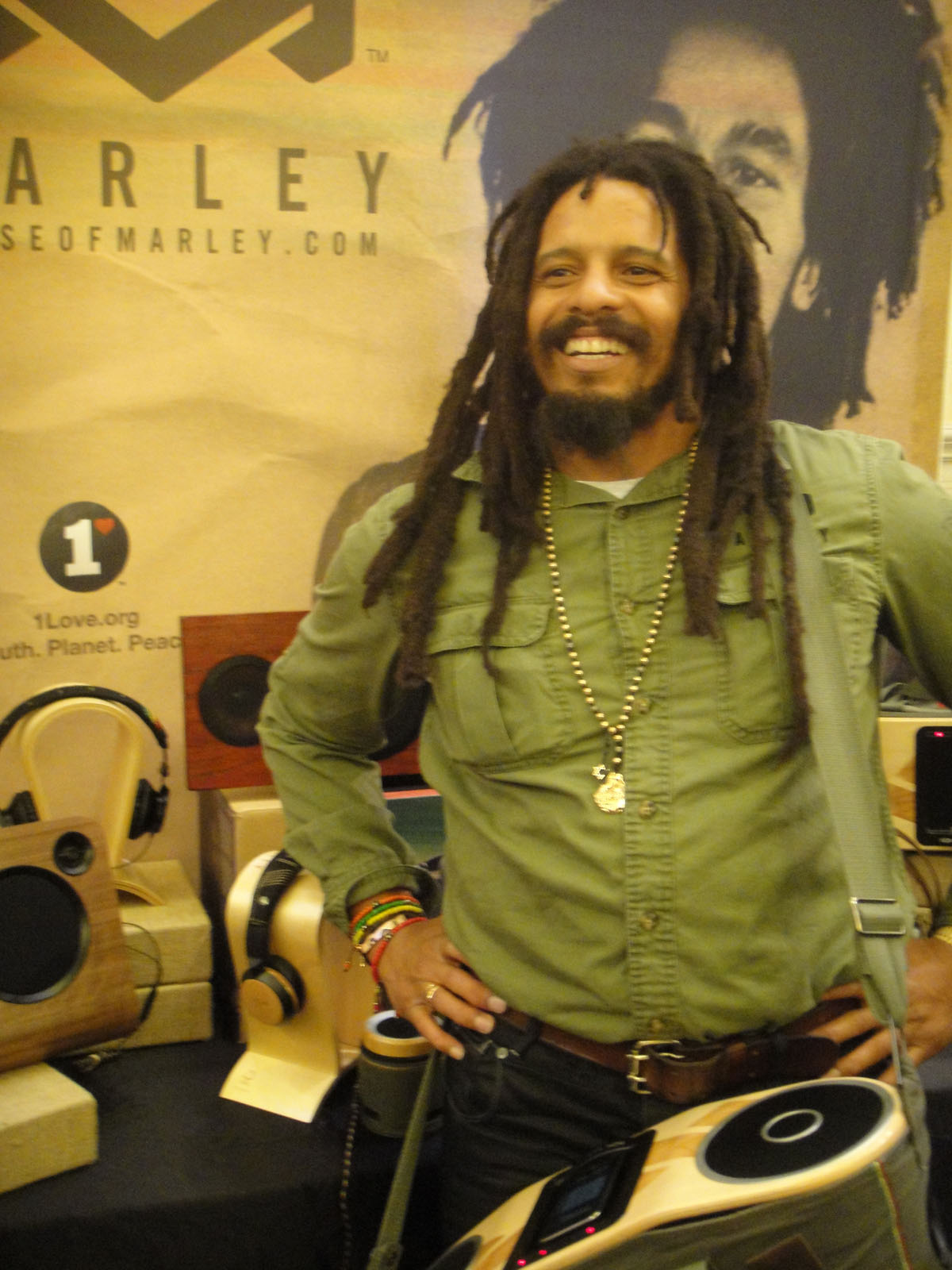
Rohan Marley, 2012

Rohan Anthony Marley (* 19. Mai 1972 in England) ist ein jamaikanischer Musiker und Sohn des Reggaemusikers Bob Marley und dessen Geliebter Janet Hunt (manche Quellen nennen als Namen Janet Dunn).

## Biografie
Marley lebte die ersten vier Jahre bei seiner Mutter in England, da diese aber nicht gut für ihn sorgte, adoptierten ihn sein Vater Bob und dessen Ehefrau Rita. Er besuchte dieselbe Schule wie seine Halbbrüder Ziggy und Stephen, fiel aber negativ als Rowdy auf, worauf er zu seiner Großmutter nach Miami geschickt wurde, wo er seinen Schulabschluss machte. Er spielte währenddessen einige Zeit für das American-Football-Team der University of Miami Hurricanes als Linebacker, ist aber mittlerweile vom aktiven Sport zurückgetreten. In den 1990er Jahren wurde er in Miami des Versuches beschuldigt, einen Polizisten mit einem geliehenen Lastwagen zu überfahren.
Marley führt mit seinen Geschwistern Ziggy, Stephen und anderen verschiedene Musikprojekte durch; außerdem war er auf dem Unplugged-Album der R&B-Sängerin Lauryn Hill und auf dem Album Lion In The Morning seines Bruders Julian Marley am Schlagzeug zu hören. Er ist einer der Leiter und Vertreter der Firma House of Marley, welche Kopfhörer und Audiosysteme herstellt.
Zusammen mit seiner langjährigen Lebensgefährtin Lauryn Hill hat Marley fünf Kinder; aus seiner Ehe mit High-School-Freundin Geraldine Khawly hat er zwei weitere Kinder.